# Нахаванди, Мансур Али оглы
Мансур Али оглы Нахаванди (азерб. Nəhavəndi Mansur Əli oğlu; 12 августа 1996, Баку, Азербайджан) — азербайджанский футболист. Выступает на позиции полузащитника. С 2012 по 2015 выступал за молодёжную сборную Азербайджана, а также команды азербайджанской премьер-лиги — ФК «Интер» Баку. Ныне является игроком клуба Первого Дивизиона — «Бина».

## Биография
Мансур Нахаванди родился 12 августа 1996 года в городе Баку. Футболом начал заниматься с 7 лет в детско-юношеской секции ФК «Интер» Баку, под руководством наставника Адиля Махмудова. В 2015 году поступил в Азербайджанскую Государственную Академию Физической Культуры и Спорта на факультет игровых видов спорта.

## Клубная карьера

### Чемпионат
С 2013 по 2017 года выступал в составе ФК «Интер» («банкиров») — клуба премьер-лиги Азербайджана.

### Кубок
В составе ФК «Интер» Баку, провел в Кубке Азербайджана следующие игры:
| № | Дата           | Раунд                     | Клуб     | Соперник     | Лига            | Итог  |
| - | -------------- | ------------------------- | -------- | ------------ | --------------- | ----- |
| 1 | 3 декабря 2014 | Второй раунд — 1/8 финала | «Шахдаг» | «Интер» Баку | Первый Дивизион | 0 : 3 |

## Сборная Азербайджана
Имеет опыт выступления за юношеские (U-17 и U-19) и молодёжную сборные Азербайджана.
Дебютировал в составе юношеской сборной Азербайджана до 17 лет 19 октября 2012 года, в квалификационном матче Чемпионата Европы против сборной Испании в городе Раднево.

## Лига Европы УЕФА
В сезоне 2015/16 Лиги Европы УЕФА дважды выходил на поле в первом квалификационном раунде против албанского клуба «Лачи».

## Достижения
В составе ФК «Интер» добился следующих успехов:
- Серебряный призёр Премьер-лиги Азербайджана сезона 2013/2014 годов.
- Серебряный призёр Премьер-лиги Азербайджана сезона 2014/2015 годов.